# Ja, też!
Ja, też! (hiszp. Yo, también) – hiszpański dramat filmowy z 2009 roku w reżyserii Antonia Naharro i Álvaro Pastora. Zdjęcia kręcono w Sewilli i w Madrycie.

## Obsada
- Lola Dueñas jako Laura
- Isabel García Lorca jako Mª Ángeles
- Pablo Pineda jako Daniel
- Antonio Naharro jako Santi
- Joaquin Perles jako Pepe
- Teresa Arbolí jako Rocio
- Susana Monje jako Nuria
- Consuelo Trujillo jako Consuelo
- Ramiro Alonso jako Quique
- Pedro Alvarez-Ossorio jako Bernabé
- Lourdes Naharro jako Luisa
- Daniel Parejo jako Pedro
- Ana Peregrina jako Encarni
- Ana De los Riscos jako Macarena
- Catalina Llado jako Pilar
- Maria Bravo jako Reyes

i inni.